# Xylora longiantennulata
Xylora longiantennulata is een eenoogkreeftjessoort uit de familie van de Pseudotachidiidae. De wetenschappelijke naam van de soort is voor het eerst geldig gepubliceerd in 1997 door Kim S.H. & W. Kim.